# Pseudophiloscia gracilis
Pseudophiloscia gracilis là một loài chân đều trong họ Philosciidae. Loài này được Budde-Lund miêu tả khoa học năm 1885.